# АШ-2ТК
АШ-2ТК — советский авиационный четырёхрядный 28-цилиндровый звездообразный моторс комбинированным наддувом и принудительным воздушным охлаждением от вентилятора. Наддув — от односкоростного ПЦН и двух турбокомпрессоров ТК-19Ф. Мощность двигателя на взлётном режиме составляет 4000 л.с. при частоте вращения 2620 об/мин.
Двигатель разрабатывался для тяжелых самолетов Ту-80 и Ту-85. Для удешевления разработки представлял собой сдвоенный АШ-82.
Из-за долгого процесса разработки, двигатели можно было установить на самолеты Ту-85 только к концу 1951 года. Однако, в это время работы по этому самолету уже сворачивались, поэтому производство двигателя налажено не было.
Основным недостатком двигателя является несовершенство воздушной системы охлаждения, отбор мощности для работы которой на высотах порядка 15 км составлял около 50%, в то время как среди двигателей с системой жидкостного охлаждения на эти нужды отбор составлял около 5% мощности на высотах порядка 18 км.
Разработчик — ОКБ-19 А. Д. Швецова, это последний поршневой двигатель данной организации.